# Lookingglass
Lookingglass – jednostka osadnicza w Stanach Zjednoczonych, w stanie Oregon, w hrabstwie Douglas.